# Muhammad uld Ghazuání
Mohamed Ould Cheikh Mohamed Ahmed Ould Ghazouani (* 4. prosince 1956 Boumdeid) je mauritánský politik a od roku 2019 devátý prezident Mauritánie.

## Mládí a politická kariéra
Narodil se ve známé súfistické rodině v Mauritánii, kde jeho otec je duchovní vůdce maraboutického kmene Ideiboussat. Koncem sedmdesátých let se připojil k mauritánské armádě a pokračoval ve výcviku důstojníka na Královské vojenské akademie v Meknesu v Maroku. Získal zde bakalářský a magisterský titul z administrativy a vojenské vědy a několik vojenských kvalifikací a výcviků. Později byl povýšen na generála a ředitele národní bezpečnosti. V armádě se mu podařilo získat politický vliv jako spojenec budoucího prezidenta Mohameda Oulda Abdel Azize a byl jeho partnerem při svržení prezidenta Sidiho Mohameda Oulda Cheikha Abdallahi v roce 2008. Byl také členem Vojenské rady, která v roce 2005 svrhla bývalého prezidenta Maaouyu Oulda Sid'Ahmed Taya. V říjnu 2018 ho prezident Mohamed Ould Abdel Aziz jmenoval ministrem obrany.
Na začátku března 2019 oznámil svou kandidaturu na prezidenta republiky a 15. března rezignoval jako ministr obrany, aby se mohl zúčastnit volební kampaně. V prezidentských volbách v Mauritánii v roce 2019 vyhrál, i přes účast dalších pěti kandidátů, hned v prvním kole, protože dostal 52 % hlasů. Do úřadu byl uveden 1. srpna 2019.